# Arcade Huang
Arcade Huang (vagy Arcadio Huang, Arcadius Huang, eredeti kínai neve pinjin hangsúlyjelekkel: Huáng Jiālüè; magyar népszerű: Huang Csia-lüe; egyszerűsített kínai: 黄嘉略; hagyományos kínai 黃嘉略; Putien (Putian), 1679. november 15. – Párizs, 1716. október 1.) kínai származású, keresztény hitre tért francia sinológus.

## Élete
Huang 1702. február 7-én, pártfogója, a francia misszionárius Artus de Lionne püspök (1655–1713) társaságában szállt fel a Brit Kelet-indiai Társaság egyik hajójára Kínában, majd 1702 szeptember, október táján értek Londonba. Még ebben az évben Franciaországba utaztak, de végső úti céljuk Róma volt. Feladatuk az volt, hogy Huang személye révén a pápa személyesen is meggyőződhessen a kínai hittérítés eredményességéről, és a kínai kereszténység tényleges létezéséről. Mivel XI. Kelemen nem fogadta őket, 1704-ben vagy 1705-ben visszatértek Párizsba, ahol a Külföldi Missziók Társaságának (Missions étrangères de Paris) székhelye volt. Itt pártfogója tovább folytatta volna Huang teológiai képzését, azzal a céllal, hogy Kínába visszatérve, hatékonyan vehessen részt a további missziós feladatokba. Huang azonban inkább a civil életet választotta és a Napkirály tolmácsaként letelepedett Párizsban. Jean-Paul Bignon (1662–1743), a király könyvtárosának felügyelete alatt, nekikezdett a királyi könyvtár kínai tárgyú műveinek katalogizálásához. Munkája során találkozott Montesquieu-vel, és többször beszélgettek a kínai szokásokról. Ezek a beszélgetéseik Montesquieu-re inspirálón hatottak a majd 1721-ben megjelent Perzsa levelek megírásához is. Huang hamarosan a párizsi szalonok népszerű, közkedvelt alakja lett. 1713-ban feleségül vett egy párizsi nőt, bizonyos Marie-Claude Regnier-t, akitől 1715. március 4-én megszületett lánya, Marie-Claude. Az asszony a szülést követő pár nappal később elhunyt. Másfél évre rá Huang is meghalt, majd néhány hónap múlva az árván maradt kislánya is.

## Munkássága
Huang jelentős segítséget nyújtott a francia tudósnak Nicolas Fréret-nek (1688–1749), aki akkoriban egy kínai–francia szótár és nyelvtan összeállításán fáradozott. A könyvtárban végzett munkájához asszisztenséül jelölték ki a fiatal és nagyratörő Étienne Fourmont-tot. Huang 1716. október 1-én bekövetkezett, korai halála után, a hátramaradt kéziratai rendezései és munkájának befejezése is Fourmontra maradtak. Fourmont egy hivatalos jelentésben elítélőn nyilatkozott Huang munkásságáról, majd pedig saját neve alatt jelentette meg műveit, anélkül, hogy Huangot akárcsak közreműködőként is feltüntette volna. Huang munkásságának jelentőségére majd az akadémikussá lett Fréret hívta fel a figyelmet, hangsúlyozva szerepét a Fourmont neve alatt megjelent művek megírásában.

## Fordítás
- Ez a szócikk részben vagy egészben  az   Arcadio Huang című angol Wikipédia-szócikk ezen változatának fordításán alapul.  Az eredeti cikk szerkesztőit annak laptörténete sorolja fel. Ez a jelzés csupán a megfogalmazás eredetét és a szerzői jogokat jelzi, nem szolgál a cikkben szereplő információk forrásmegjelöléseként.